# Colmar-Berg
Colmar-Berg (luxemburguès Colmer-Bierg) és una comuna i vila a l'est de Luxemburg, que forma part del cantó de Mersch. Es troba enmig de la confluència de l'Alzette i l'Attert. Al seu territori hi ha la fàbrica de pneumàtics Goodyear.

## Població
| Nacionalitat   | Població | %      |
| -------------- | -------- | ------ |
| luxemburguesos | 1.120    | 65,46% |
| Forasters      | 591      | 34,54% |
| - portuguesos  | 317      | 18,53% |
| - francesos    | 27       | 1,58%  |
| - italians     | 33       | 1,93%  |
| - belgues      | 49       | 2,86%  |
| - alemanys     | 35       | 2,05%  |
| - iugoslaus    | 40       | 2,34%  |
| - altres       | 90       | 5,26%  |

## Evolució demogràfica
| Any        | Població |
| ---------- | -------- |
| 15/02/2001 | 1.711    |
| 01/01/2002 | 1.803    |
| 01/01/2003 | 1.823    |
| 01/01/2004 | 1.834    |
| 01/01/2005 | 1.848    |